# Mörön
Mörön (mongolsky Мөрөн) je město v Mongolsku. Nachází se na břehu řeky Delger mörön v nadmořské výšce 1710 m a je vzdáleno 690 km severozápadně od hlavního města Ulánbátaru. Je správním centrem Chövsgölského ajmagu, žije v něm přibližně 135 tisíc obyvatel a je osmým největším městem v zemi.
Město vzniklo okolo kláštera Möröngín chure (mongolsky Мөрөнгийн Хүрээ), založeného roku 1809, který patřil k největším v zemi a žilo v něm okolo 1300 mnichů. Klášter byl zničen režimem Chorlogína Čojbalsana v roce 1937.
Město má letiště a vede z něj asfaltová silnice do Ulánbátaru. Nachází se zde krajské vlastivědné muzeum, nemocnice, divadlo a různá vzdělávací zařízení. Velká část obyvatel žije v jurtách. Město má semiaridní subarktické klima.